# Вейлівський напівметал

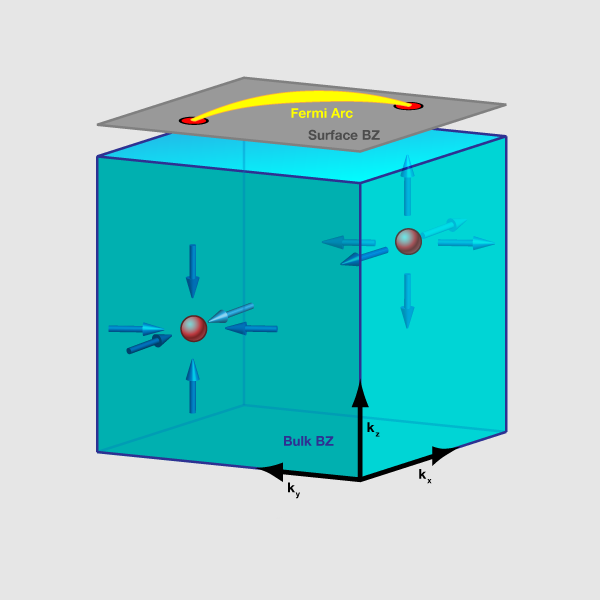
Схематичне зображення вейлівського напівметалічного стану з вейлівськими вузлами та арками Фермі. Зображення з Ref.

Вейлівський напівметал — кристал у якого низькоенергетичними збудженнями є вейлівські ферміони. Першим вейлівським напівметалом, існування якого було підтверджено експериментально був арсенід танталу (TaAs).

## Вейлівський ферміон
Вейлівський ферміон — базмасова частинка, вперше передбачена німецьким фізиком Германом Вейлем. Хоча вона не спостерігається у природі як окрема фундаментальна частинка, вейлівський ферміон може виникати як квазічастинка в певних кристалах, так званих вейлівських напівметалах.